# The Rock (skuespiller)
 For alternative betydninger, se The Rock. (Se også artikler, som begynder med The Rock)
Dwayne Douglas Johnson (født 2. maj 1972 i Hayward, Californien), bedre kendt under ringnavnet The Rock, er en amerikansk skuespiller, amerikansk fodboldspiller og wrestler, der havde stor succes i World Wrestling Entertainment (WWE) fra 1996 til 2004 - og igen fra 2011. Han bliver ofte krediteret som Dwayne "The Rock" Johnson.
Som ung spillede Dwayne Johnson amerikansk fodbold, og i 1991 blev han en del af University of Miamis hold, der blev nationale mestre i USA. Senere spillede han for det canadiske hold Calgary Stampeders, men han blev sat af holdet i 1995 og valgte i stedet for at forsøge sig inden for wrestling, ligesom hans morfar, Peter Malvia, og hans far, Rocky Johnson, der begge er indsat i WWE Hall of Fame. Han skrev kontrakt med World Wrestling Federation (WWF) i 1996, hvor han wrestlede indtil 2004 med stor succes og opnåede international mainstream-popularitet som wrestlingorganisationens første tredjegenerationsstjerne nogensinde.
Oprindeligt brugte han ringnavnet Rocky Malvia, men det ændrede han dog hurtigt til "The Rock", og han arbejdede sig hurtigt igennem rækkerne i WWF. Selv om han startede som en face-wrestler, der var populær blandt WWF's fans, sluttede han sig til heel-gruppen Nation of Domination i 1997. To år efter sin debut i WWF vandt Johnson sin første VM-titel, WWF Championship, og blev en af de mest populære WWF-wrestlere nogensinde på grund af sine charmerende interview og promos. Særligt hans ikoniske kampe mod WWF's største stjerne, Steve Austin, og hans kamp i 2002 mod Hollywood Hogan gjorde Johnson til en superstjerne. Mange anerkender Johnson som en af de bedste inden for wrestling med en mikrofon i hånden.
Derudover betragtes Johnson også som en af de bedste wrestlere nogensinde. Som The Rock har han vundet 10 VM-titler i løbet af sin karriere, heriblandt WWF Championship otte gange og WCW Championship to gange. Dertil har han også erobret WWF Intercontinental Championship to gange og WWF Tag Team Championship fem gange. I 2000 vandt han den traditionsrige Royal Rumble match.
Johnsons selvbiografi, The Rock Says..., blev udgivet i 2000 og debuterede som nummer et på The New York Times' bestsellerliste. Hans første hovedrolle inden for filmbranchen fik han i 2002 i filmen The Scorpion King. Med en løn på 5,5 millioner amerikanske dollars blev han den højest betalte skuespiller i sin første hovedrolle nogensinde. Siden da har han medvirket i en række blockbuster-film, heriblandt The Rundown, Be Cool, Walking Tall, Gridiron Gang, The Game Plan, Get Smart, Race to Witch Mountain, Planet 51, Tooth Fairy, Doom, The Other Guys, Faster og Fast Five, Pain & Gain og er idag den bedste betalte skuespiller i hollywood,[kilde mangler] og laver $36 millioner for hver film han er med i.[kilde mangler]
Efter syv års pause vendte Dwayne Johnson tilbage til wrestling, da han i foråret 2011 gjorde comeback i World Wrestling Entertainment (WWE), hvor han startede sin karriere i 1996 (dengang kendt som World Wrestling Federation). I foråret 2012 besejrede han WWE's største stjerne, John Cena, ved WrestleMania XXVIII i sin første singlekamp i ni år, og året efter vandt WWE Championship for ottende gang (The Rocks 10. VM-titel i alt) ved at besejre CM Punk.

## Amerikansk fodbold (1991-1995)
Før Dwayne Johnson startede som wrestler, spillede han amerikansk fodbold i både USA og Canada. Han spillede for The Miami Hurricanes ved University of Miami i Florida og var i 1991 med til at sikre Miami det nationale mesterskab. Efter universitetet spillede han for Calagary Stampeders i den canadiske fodboldliga, men blev sat af holdet to måneder inde i sæsonen i 1995. Derefter bestemte Dwayne Johnson sig for at forsøge sig med wrestling. Hans familie havde lange traditioner i wrestlingbranchen, og han skrev kontrakt med Vince McMahons World Wrestling Federation (WWF), verdens største wrestlingorganisation.

## Wrestlingtræning (1995-1996)
Ligesom Dwayne Johnsons far og bedstefar er flere af familiens medlemmer tidligere eller nuværende wrestlere, heriblandt hans onkler (Afa og Sika Anoa'i), hans fætre og kusiner (Manu, Yokozuna, Rikishi, Rosey og Umaga). Da han meddelte, at han ville forsøge at skabe sig en karriere inden for wrestling, gjorde hans far modstand, men senere gik han med til at træne ham selv. I løbet af 1996 fik Dwayne Johnson med hjælp fra WWF-medarbejder og tidligere wrestler Pat Patterson en række prøvekampe i World Wrestling Federation (WWF). WWF var imponeret over den unge tredjegenerationswrestlers talent og karisma. Efter en kort periode hos Jerry Lawlers United States Wrestling Association (USWA), kunne han skrive kontrakt med verdens førende wrestlingorganisation, World Wrestling Federation.

## World Wrestling Federation (1996-2004)

### Debut som Rocky Maivia (1996-1997)
Dwayne Johnson fik sin debut i World Wrestling Federation under ringnavnet Rocky Maivia, en sammenblanding af hans far og bedstefars ringnavne. Rocky Malvia blev kendt som WWF's første tredjegenerationswrestler og fik øgenavnet "The Blue Chipper".
Johnson blev i første omgang promoveret som en klassisk face-wrestler og fik med det samme stor succes, på trods af at han manglede en masse erfaring i ringen. I sin første kamp sejrede han ved Survivor Series i november 1996, og allerede i februar 1997 vandt han sin første titel, da han besejrede Hunter Hearst Helmsley under en episode af WWF's ugentlige tv-program, Monday Night RAW, og blev dermed indehaver af WWF Intercontinental Championship – blot tre måneder efter sin debut i WWF. Derudover fik han sig en sejr – ganske vist via diskvalifikation – over den tidligere verdensmester Bret Hart i marts.
Wrestlingfans blev dog hurtigt trætte af Dawyne Johnsons endimensionelle face-gimmick, primært på grund af WWF's nyeste superstjerne Steve Austins popularitet. Under hans kampe kom fans med vrede tilråb som "Die Rocky Die!" og "Rocky Sucks!", og der var behov for at ændre Dwayne Johnsons gimmick.

### Nation of Domination (1997-1998)
Rocky Malvia mistede WWF Intercontinental Championship til Owen Hart i april, og efter at have været ude med en skade vendte han tilbage som heel-wrestler og dermed en ny gimmick. Han sluttede sig til heel-gruppen Nation of Domination med Faarooq (Ron Simmons), D'Lo Brown og Kama. I den forbindelse nægtede Dwayne Johnson at fortælle sit rigtige navn, og i stedet for henviste han til sig selv som "The Rock" og snakkede om sig selv i tredje person. Han angreb og svinede fans til i sine interviews. I modsætning til sin tidligere meget positive personlighed var han nu en karismatisk slyngel, der i marts 1998 overtog lederrollen i Nation of Domination til stor irritation for den tidligere leder Faarooq.
Dwayne Johnson blev hurtigt kendt for at levere de bedste og mest underholdende interviews i hele wrestlingbranchen. Ved WWF's pay-per-view-show In Your House: D-Generation X, sejrede Steve Austin over The Rock i en kamp om WWF Intercontinental Championship, som Austin var indehaver af. Aftenen efter forlangte WWF's ejer, Vince McMahon, der fejdede intenst med Austin, at Austin skulle forsvare titlen mod The Rock igen, men Austin nægtede og valgte i stedet for at opgive titlen og i stedet for give den til The Rock i frustration. The Rock fejdede med både Steve Austin and Ken Shamrock i slutningen af 1997 og starten af 1998.
Sur over at blive drevet væk fra lederrollen i Nation of Domination begyndte Faarooq at fejde med The Rock i kampe om The Rocks nyvundne titel. Derefter begyndte The Rock en fejde med medlemmer af D-Generation X, særligt Triple H. The Rock forsvarede WWF Intercontinental Championship ved WWF's Fully Loaded, men The Rock mistede titlen ved SummerSlam i august 1998 til Triple H. Ved WWF's Breakdown steg The Rock dog igen markant i graderne, da han besejrede Ken Shamrock og Mankind i en triple threat steel cage match og blev topudfordreren til WWF's VM-titel, WWF Championship. Kort efter fejdede han med tidligere medlemmer af Nation of Domination, heriblandt Mark Henry, og gruppen blev endeligt opløst.

### The Corporation (1998–1999)
Dwayne Johnsons popularitet som The Rock fik ham i spil om WWF Championship. The Rock begyndte at lave mange underholdende interviews og blev dermed meget populær blandt WWF-fans, selv om han var heel-wrestler. Reaktionen fra fans gjorde ham i praksis til face-wrestler, og han startede derfor en fejde med WWF's største heel, ejeren Vince McMahon. Vince McMahon sagde, at han havde en problem med "folket", og fordi The Rock havde proklameret sig selv som "folkets mester" ("People's champion"), havde han et problem med The Rock.
Der skete dog et bemærkelsesværdigt skift ved WWF's Survivor Series i november 1998. Ved pay-per-view-showet fandt der en VM-titelturnering sted om det ledige WWF Championship. Face-wrestleren The Rock skulle møde heel-wrestleren Mankind i finalen i turneringen i en direkte kamp om VM-titlen. I slutningen af kampen sørgede Vince McMahon for at give sejren til The Rock, selv om han ikke havde vundet kampen endnu. Episoden var en parodi på det famøse Montreal Screwjob, der havde fundet sted ved Survivor Series året før mellem Vince McMahon, Bret Hart og Shawn Michaels.
Som resultat heraf blev The Rock atter heel-wrestler, da han sluttede sig til McMahons heel-gruppe The Corporation – på samme måde skiftede Mankind til at blive face-wrestler. The Rock og Mankind indledte en fejde mod hinanden om WWF Championship, og VM-bæltede skiftede hænder flere gange. Under en episode af Monday Night RAW den 4. januar 1999 vandt Mankind VM-titlen fra The Rock med hjælp fra Steve Austin. The Rock vandt dog VM-titlen for anden gang i en "I Quit" match mod Mankind ved WWF's Royal Rumble tre uger senere, da en lydfil med Mankind, der siger ordene "I quit", spillede over højttalersystemet. The Rock mistede dog hurtigt VM-titlen igen nogle få dage senere, da Mankind besejrede The Rock i en kamp, der blev vist under halvlegsshowet ved Super Bowl. To uger senere vandt The Rock dog VM-titlen for tredje gang, da han med hjælp fra Big Show endnu engang besejrede Mankind.
Ved WrestleMania XV mistede The Rock dog endnu en gang VM-titlen – denne gang til Steve Austin. I en rematch ved WWF's Backlash blev The Rock endnu en gang besejret af Steve Austin. Til trods for at The Rock var heel-wrestler kunne WWF-fans ikke lade være med at juble over ham på grund af hans underholdende interviews og segmenter på Monday Night RAW, der gjorde grin med de andre wrestlere og kommentatorer. Derfor blev The Rock atter face-wrestler, og han indledte fejder med Triple H, The Undertaker og The Corporate Ministry. I disse fejder kæmpede han nogle gang side om side med ærkerivalen Steve Austin. Ved WWF's Over the Edge besejrede han Triple H, men han tabte en VM-titelkamp til The Undertaker ved King of the Ring.

### The Rock 'n' Sock Connection (1999)
I slutningen af 1999 begyndte The Rock at allierede sig med Mankind i tagteamet Rock 'n' Sock Connection. Det skete, efter at The Rock havde udfordret The Undertaker og Big Show, hvorefter Mankind tilbød sin hjælp. The Rock og Mankind nåede at vinde WWF Tag Team Championship tre gange. Derudover betragtes tagteamet også som et af de mest underholdende tagteams nogensinde, i og med Mankind imiterede The Rock, som ignorerede Mankind. Begge wrestlere blev bakket massivt op af WWF-fans. Tagteamet var også involveret i et segment under en episode af Monday Night RAW, der blev kaldt "This Is Your Life" (på dansk: "Her er dit liv"). Her præsenterede Mankind mennesker fra The Rocks fortid, eksempelvis hans gymnasiekæreste og tidligere fodboldtræner. Segmentet opnåede et af de højeste seertal nogensinde på RAW.

### På jagt efter VM-titlen (2000-2001)
Ved den årlige Royal Rumble match i januar 2000 var The Rock blandt de sidste to wrestlere tilbage i ringen sammen med Big Show. Da Big Show skulle til at eliminere The Rock, blev hans angreb delvist blokeret, og begge wrestlere røg ud af ringen. The Rocks fødder rørte gulvet først – og dermed vandt Big Show – men det stod ikke umiddelbart klart – og dommeren erklærede The Rock som vinder af kampen. Dermed havde The Rock vundet sig rettigheden til en VM-titelkamp ved WrestleMania 2000, men Big Show protesterede og forsøgte at bevise, at han – og ikke The Rock – var den rigtige vinder. The Rocks sejr ved Royal Rumble kunne dog ikke laves om, men Big Show – og senere også Mick Foley (tidligere kendt som Mankind) – blev føjet til VM-titelkampen mod den regerende verdensmester Triple H. Hver af de fire deltagere havde i øvrigt et medlem af McMahon-familien ved deres side. The Rock havde Vince McMahon ved sin side, men han forrådte The Rock under kampen, og Triple H forsvarede sin VM-titel.
The Rock fik dog revanche og vandt VM-titlen for fjerde gang, da han måneden efter besejrede Triple H ved WWF's Backlash. The Rock mistede dog titlen igen måneden efter til Triple H ved WWF's Judgment Day. For femte gang lykkedes det dog The Rock at blive verdensmester, da han ved WWF's King of the Ring vandt WWF Championship i en særlig tagteam-kamp, hvor han sammen med Kane og The Undertaker besejrede Vince McMahon, Shane McMahon og Triple H. Derefter forsvarede han titlen med succes mod blandt andre Chris Benoit, Kurt Angle, Triple H, Kane, The Undertaker og Shane McMahon, inden han blev besejret af Kurt Angle i oktober ved WWF's No Mercy.
I 2001 fortsatte han sin fejde med den regerende verdensmester Kurt Angle. Fejden blev afsluttet ved WWF's No Way Out i februar, hvor The Rock vandt WWF Championship for sjette gang i karrieren. Endnu en gang skulle The Rock forsvare VM-titlen ved WrestleMania mod Steve Austin. Denne gang sejrede Steve Austin med hjælp fra sin ærkerival Vince McMahon, og Austin blev dermed heel-wrestler for første gang i fire år til stor overraskelse for WWF-fans. Aftenen efter under en liveepisode af Monday Night RAW fik The Rock en rematch mod Austin, men med hjælp fra Triple H forsvarede han VM-titlen. The Rock tog en pause fra WWF, så han kunne indspille filmen Mumien vender tilbage.

### The Invasion (2001)
The Rock vendte tilbage til WWF i juli 2001, og på det tidspunkt var organisationens to konkurrenter på det amerikanske marked, World Championship Wrestling (WCW) og Extreme Championship Wrestling (ECW), blevet opkøbt af WWF-ejer Vince McMahon. Derfor var man i WWF i gang med en storyline kaldet "The Invasion", som gik ud på, at wrestlere fra WCW og ECW var i gang med at invadere WWF. Da The Rock vendte tilbage, skulle han derfor beslutte sig for, om han ville støtte WWF-wrestlerne eller alliancen mellem WCW og ECW. The Rock sluttede sig til sidst til WWF-wrestlerne.
Ved SummerSlam i august 2001 lykkedes det The Rock at vinde endnu en VM-titel, da han vandt WCW Championship (WWF's version og videreførelse af WCW's VM-titel, WCW World Heavyweight Championship) ved at besejre WCW-wrestleren Booker T. The Rock mistede VM-titlen ved WWF's No Mercy til Chris Jericho, som han samtidig vandt WWF Tag Team Championship med. The Rock fik dog revanche for sit nederlag og besejrede Chris Jericho under en episode af Monday Night Raw, hvor han dermed vandt WCW Championship for anden gang. Det var The Rocks ottende VM-titelsejr i karrieren.
Ved Survivor Series var The Rock en del af WWF's hold mod WCW/ECW-alliancen, og til sidst endte han med at kæmpe én-mod-én mod ærkerivalen Steve Austin, der havde sluttet sig til de invaderende wrestlere fra de to tidligere wrestlingorganisationer. Med hjælp fra Kurt Angle lykkedes det The Rock at eliminere Steve Austin, og alliancen var endeligt besejret.

### Ubestridte verdensmester og farvel til WWE (2001-2003)
The Rock sluttede 2001 med at tabe WCW Championship til Chris Jericho ved WWF's Vengeance, hvor de to wrestlere deltog i en mini-turnering, der skulle den første ubestridte verdensmester i wrestling i 50 år. Chris Jericho endte med at vinde både WCW- og WWF-titlen og blev den første Undisputed WWF Champion nogensinde. I starten af 2002 udfordrede The Rock den nye ubestridte verdensmester til en VM-titelkamp om WWF Undisputed Championship ved WWF's Royal Rumble, men han tabte kampen. Derefter besejrede han The Undertaker ved No Way Out i februar.
Den 11-dobbelte verdensmester Hollywood Hogan vendte i februar tilbage til WWF efter ni års fravær, og under en episode af Monday Night Raw udfordrede The Rock den legendariske wrestler til en kamp ved WrestleMania X8. Hogan, som netop havde gendannet heel-gruppen New World Order (nWo), der i 1990'erne havde terroriseret World Championship Wrestling (WCW), accepterede, og i en kamp mellem to ikoner vandt The Rock over Hollywood Hogan i en historisk kamp. Selv om Hogan wrestlede kampen som heel-wrestler, var glæden blandt WWF-fans over hans comeback så stor, at han blev tiljublet som en face-wrestler, og efter kampen gav de to wrestlere hinanden hånden. Som resultat heraf blev Hogan smidt ud af nWo, og The Rock og Hollywood Hogan kæmpede side om side som et tagteam mod nWo-wrestlerne Kevin Nash og Scott Hall.
I foråret tabte World Wrestling Federation en retssag om brugen af initialerne WWF til Verdensnaturfonden (WWF), og organisationen blev omdøbt til World Wrestling Entertainment (WWE).
I juli 2002 satte The Rock en ny rekord, da han vandt organisationens VM-titel for syvende gang i karrieren, nu under navnet Undisputed WWE Championship. Han besejrede Kurt Angle og The Undertaker ved WWE's Vengeance. Det var første gang nogensinde, at The Rock var den ubestridte verdensmester inden for wrestling, og hans niende og hidtil sidste VM-titelsejr i karrieren, inklusiv de to WCW-titelsejre i 2001. The Rock forsvarede den ubestridte VM-titel mod Triple H og Brock Lesnar i en triple threat match, men tabte VM-bæltet til Brock Lesnar ved WWE's SummerSlam i august. The Rock tog derefter en længere pause fra World Wrestling Entertainment.
The Rock vendte tilbage til WWE i starten af 2003, hvor han som heel-wrestler kritiserede Hulk Hogan på WWE's ugentlige tv-program SmackDown!. De to WrestleMania X8-modstandere mødtes i en rematch ved WWE's No Way Out i februar 2003, som The Rock vandt med hjælp fra kampens dommer og WWE-ejer Vince McMahon. Derefter vendte The Rock tilbage til RAW, hvor han startede en mere komisk gimmick, der gik ud på at spille guitar og gøre grin med værtsbyerne. Det kulminerede i en særlig "Rock-koncert" i marts.
Lige inden WrestleMania XIX vendte ærkerivalen Steve Austin tilbage til WWE, og de to wrestlere mødtes for tredje gang i WrestleMania-historien. Tredje gang var dog lykkens gang for The Rock, der for første gang besejrede Steve Austin. Det var Austins sidste kamp i WWE nogensinde. The Rock fejdede kortvarigt med den tidligere WCW-verdensmester Goldberg, som han tabte til ved WWE's Backlash. The Rock forlod endnu en gang World Wrestling Entertainment (WWE) til fordel for en filmkarriere i Hollywood.

### Sporadiske optrædener (2004-2010)
Efter næsten et års pause fra wrestling vendte The Rock tilbage umiddelbart inden WrestleMania XX i foråret 2004, hvor han deltog i sin sidste kamp (indtil 2011) i WWE. Da han vendte tilbage, hjalp han sin gamle tagteam-partner Mick Foley, der fejdede med heel-gruppen Evolution (Triple H, Ric Flair, Randy Orton og Batista). Det gendannede tagteam Rock 'n' Sock Connection tabte dog en handicap match (to-mod-tre) til Evolution-medlemmerne Ric Flair, Randy Orton og Batista ved WrestleMania XX, hvilket blev The Rock sidste kamp i WWE indtil 2011.
Over de næste par måneder kom The Rock dog indimellem tilbage på organisationens tv-programmer med forskellige optrædener. Senere i 2004 meddelte han dog i et interview, at han ikke længere var på kontrakt i World Wrestling Entertainment. Samtidig fortalte han, at han fortsat kunne bruge ringnavnet "The Rock", fordi han (sammen med WWE) ejede rettighederne til ringnavnet.
Efter tre års pause fra WWE optrådte The Rock dog i et båndet indslag under en episode af RAW i marts 2007, hvor han korrekt "forudså", at Bobby Lashley ville besejre Umaga ved WrestleMania 23. Året efter indsatte han sin far og bedstefar i WWE Hall of Fame i forbindelse med WrestleMania XXIX. Under sin tale svinede han (i karakter) wrestlerne John Cena, Santino Marella, Chris Jericho, Mick Foley, Shawn Michaels og Steve Austin til. I 2009 medvirkede han i et båndet indslag på SmackDown i anledning af tv-programmets 10-års jubilæum.

### Tilbage i WWE, fejde med John Cena og 10. VM-titel (2011-2015)
I februar 2011 blev The Rock afsløret som vært ved WrestleMania XXVII og optrådte live under en episode af RAW for første gang i næsten syv år. Under et længerevarende interview henvendte han sig til bl.a. WWE-fans, heel-kommentatoreren Michael Cole, den regerende verdensmester The Miz og ikke mindste John Cena.
I april var The Rock vært ved WrestleMania XXVII, og han blandede sig i showets main event – en VM-titelkamp mellem The Miz og John Cena, hvor The Rock sørgede for, at John Cena tabte. Aftenen efter under en liveepisode af RAW udfordrede John Cena ham til en kamp ved WrestleMania XXVIII – i foråret 2012.
Det endelige comeback til ringen skete ved WWE's Survivor Series i november 2011, hvor The Rock sammen med sin kommende WrestleMania-modstander John Cena besejrede et tagteam bestående af The Miz og R-Truth. Det var The Rocks første wrestlingkamp siden WrestleMania XX i foråret 2004 – og hans første sejr siden april 2003, hvor han på RAW havde besejret Jeff Hardy.
The Rock vendte tilbage til RAW i februar 2012 som optakt til den kampen mod John Cena. Ved WrestleMania XXVIII i april 2012 lykkedes det The Rock at besejre WWE's største stjerne i sin første singlekamp siden 2003. Aftenen efter på RAW fortalte The Rock, at han gerne ville blive verdensmester igen i WWE. The Rock holdt sin seneste VM-titel i august 2002, hvor han var den ubestridte verdensmester i WWE. Ved WWE's Royal Rumble lykkedes det The Rock at besejre den regerende verdensmester CM Punk og vinde WWE Championship for ottende gang - The Rocks 10. VM-titel i alt. The Rock mistede dog VM-titlen til John Cena ved WrestleMania XXIX i en rematch fra sidste år.
Aftenen efter skulle The Rock angiveligt have medvirket på live-tv i forbindelse med RAW, men ifølge The Rock blev han skadet i VM-titelkampen aftenen før og var nødt til at flyve hjem til Miami. I flere medier er det blevet rapporteret, at The Rock og WWE er kommet på tværs af hinanden i forbindelse med Cena-kampen, og at The Rock måske ikke vil wrestle i WWE igen.
The Rock vendte tilbage til WWE året efter ved WrestleMania XXX, hvor han deltog i showets åbningssegment sammen med Hulk Hogan og Steve Austin. Senere samme år optrådte The Rock igen på Raw, hvor han konfronterede den russisk-venlige wrestler Rusev.
I januar 2015 ved WWE's Royal Rumble kom The Rock til ringen for at hjælpe og vise sin opbakning til den nykårede Royal Rumble-vinder, Roman Reigns. Reigns og The Rock er begge en del af Anoi'a-familien.

## VM-titler
The Rock er en 10-dobbelt verdensmester. Han har vundet VM-titlen alle gange i World Wrestling Entertainment fordelt med WWE Championship otte gange og WCW Championship to gange.
| Nr. | VM-titel                    | Modstander      | Org.    | Dato              | Show             | Dage | Efterfølger   |
| --- | --------------------------- | --------------- | ------- | ----------------- | ---------------- | ---- | ------------- |
| 1   | WWF Championship            | Mankind1        | WWF/WWE | 15. november 1998 | Survivor Series  | 44   | Mankind       |
| 2   | WWF Championship            | Mankind         | WWF/WWE | 24. januar 1999   | Royal Rumble     | 2    | Mankind       |
| 3   | WWF Championship            | Mankind         | WWF/WWE | 15. februar 1999  | RAW              | 41   | Steve Austin  |
| 4   | WWF Championship            | Triple H        | WWF/WWE | 30. april 2000    | Backlash         | 21   | Triple H      |
| 5   | WWF Championship            | Triple H2       | WWF/WWE | 25. juni 2000     | King of the Ring | 119  | Kurt Angle    |
| 6   | WWF Championship            | Kurt Angle      | WWF/WWE | 25. februar 2001  | No Way Out       | 35   | Steve Austin  |
| 7   | WCW Championship            | Booker T        | WWF/WWE | 19. august 2001   | SummerSlam       | 63   | Chris Jericho |
| 8   | WCW Championship            | Chris Jericho   | WWF/WWE | 5. november 2001  | RAW              | 34   | Chris Jericho |
| 9   | WWE Undisputed Championship | The Undertaker3 | WWF/WWE | 21. juli 2002     | Vengeance        | 35   | Brock Lesnar  |
| 10  | WWE Championship            | CM Punk         | WWF/WWE | 27. januar 2013   | Royal Rumble     | 70   | John Cena     |

1 Kampen var finalen i en VM-titelturnering om den ledige VM-titel

2 Kampen var en speciel six-man tag team match, hvor The Rock, The Undertaker og Kane mødte Triple H, Mr. McMahon og Shane McMahon.

3 Kampen var en triple threat match, der også involverede Kurt Angle.

## Skuespillerkarriere
The Rock satser nuværende fuldt på sin skuespillerkarriere. Han medvirkede i Mumien vender tilbage i 2001, og havde hovedrollen i fortsættelsen The Scorpion King [sic]/(sic) i 2002. På denne tid var han også en af WWEs mest populære fribrydere. Dwayne havde hovedrollen i filmen Welcome to the Jungle i 2003. Etter det indspillede han filmen Walking Tall. I 2005 medvirkede han i filmen Be Cool med John Travolta, Uma Thurman, Vince Vaughn og Andre 3000. Han spillede rollen som «Sarge» i filmen Doom i 2006. I filmen Gridiron Gang spiller han rollen som den amerikanske fodboldtræner «Sean Porter». Han siger selv at rollen han spiller reflekterer fodboldtræneren han havde da han spillede amerikansk fodbold.

### Filmografi
- Aviaya (1998) som «The mom»
- Longshot (2000) som «The Mugger»
- Mumien vender tilbage (2001) som «Mathayus the Scorpion King»
- The Scorpion King (sic) (2002) som «Mathayus the Scorpion King»
- Welcome to the Jungle (2003) som «Beck»
- Walking Tall (2004) som «Chris Vaughn»
- Doom (2005) som «Sarge»
- Be Cool (2005) som «Elliot Wilhelm»
- Gridiron Gang (2006) som «Sean Porter»
- Southland Tales (2006) som «Boxer Santaros»
- Reno 911!: Miami (2007) som sig selv
- The Game Plan (2007) som «Joe Kingman»
- Get Smart (2008), som Agent 23
- Jonny Quest (på vej) angiveligt som «Race Bannon»
- Spy Hunter: Nowhere to Run (på vej) som «Alec Decker»
- Race to witch mountain (2009) som «Jack Bruno»
- Faster (2010) som «Driver»
- Fast Five (2011) som «FBI Agent Luke Hobbs»
- Pain and Gain (2012)
- Empire State (2013)
- Fast and the furious 6 (2013) som «FBI Agent Luke Hobbs»
- Fast and the furious 7 (2014) som «FBI Agent Luke Hobbs»
- Hercules (2014) som «Hercules
- San Andreas (2015) som Ray
- Central Intelligence (2016) som «Bob Stone
- Moana (2016) som Maui
- Jumanji- welcome to the jungle (2017), Dr. Smolder Bravestone
- Baywatch (2017) som «Mitch»
- Rampage Out of Control (2018)
- Fast & Furious: Hobbs and Shaw (2019) som Luke Hobbs
- Jumanji: The Next Level (2019) som Dr. Smolder Bravestone

### TV-optrædener
- The Net (1999) i episoden «Last Man Standing» som «Brody»
- That '70s Show (1999) i episoden «That Wrestling Show» som «Rocky Johnson»
- Star Trek: Voyager (2000) i episoden «Tsunkatse» som «The Champion»
- Hannah Montana (2009)
- Wizards of Waverly Place (2009)
- The Tooth fairy (2010)